# José A. Salvador Rodríguez
Ajedrecista español (Granada, 1958), licenciado en Psicología y Técnico informático. Aunque retirado de la práctica ajedrecista en la década de los 90, cosechó un excelente palmarés en su corta trayectoria deportiva: dos veces Campeón Absoluto Individual de Andalucía (1983 y 1986) por la Federación Andaluza de Ajedrez; Subcampeón de España Infantil (1972) y subcampeón de España Cadete (1973) de la Federación Española de Ajedrez; adscrito varios años al Círculo de Labradores de Sevilla, disputó con este club el Campeonato de España por Equipos; siete veces Campeón Absoluto Individual (1977, 1978, 1982, 1983, 1987, 1988 y 1991) por la Federación Granadina de Ajedrez. Sin embargo, la participación en torneos internacionales ha sido prácticamente nula, a causa de su retirada prematura del ajedrez activo.
Su evaluación Elo español FEDA, es de 2330.